# Ray Keech
Charles Raymond Keech (ur. 1 maja 1900 roku w Coatesville, zm. 15 czerwca 1929 roku w Altoona) – amerykański kierowca wyścigowy.

## Kariera
W swojej karierze Keech startował głównie w Stanach Zjednoczonych w mistrzostwach AAA Championship Car oraz towarzyszącym mistrzostwom słynnym wyścigu Indianapolis 500, będącym w latach 1923-1930 jednym z wyścigów Grandes Épreuves. W drugim sezonie startów, w 1928 roku odniósł trzy zwycięstwa. Z dorobkiem 915 punktów uplasował się na drugiej pozycji w klasyfikacji generalnej. W tym samym roku ukończył Indianapolis 500 na czwartym miejscu. Rok później był najlepszy w Indy 500. W mistrzostwach AAA uzbierał łącznie tysiąc punktów. Ponownie wystarczyło to na tytuł wicemistrzowski.
Poza wyścigami, Keech podejmował wielokrotnie próby bicia rekordu prędkości na lądzie. 22 kwietnia 1928 roku na torze Daytona Beach Road Course w samochodzie White Triplex osiągnął prędkość 334,02 km/h.

## Śmierć
Keech zginął 15 czerwca 1929 roku w wypadku podczas wyścigu Altoona 200-Mile Race.